# Æon Flux (film)
Æon Flux är en amerikansk science fiction-actionfilm från 2005 i regi av Karyn Kusama, baserad på den animerade TV-serien, skapad av Peter Chung, med samma titel. Titelrollen spelas av Charlize Theron.

## Rollfördelning
- Charlize Theron som Æon Flux
- Marton Csokas som Trevor Goodchild
- Jonny Lee Miller som Oren Goodchild
- Sophie Okonedo som Sithandra
- Pete Postlethwaite som Keeper
- Frances McDormand som Handler
- Amelia Warner som Una Flux
- Caroline Chikezie som Freya
- Nikolai Kinski som Claudius
- Paterson Joseph som Giroux
- Yangzom Brauen som Inari
- Ralph Herforth som Gardenar